# Kleiner Seekopf
Der Kleine Seekopf ist ein 2096 m ü. NHN hoher Nebengipfel des Lachenkopfs in den Allgäuer Alpen. Er liegt in dem Grat, der über den Großen Seekopf und Zeiger zum Westlichen Wengenkopf und Nebelhorn führt, östlich oberhalb des namensgebenden Seealpsees.
Im Vergleich zum nördlich liegenden Großen Seekopf ist der Kleine Seekopf 11 Meter höher. Der Kleine Seekopf hat eine ähnlich interessante Botanik wie der Große Seekopf.

## Besteigung
Auf den Kleinen Seekopf führt kein markierter Wanderweg. Westlich unterhalb des Kleinen Seekopfes verläuft der Höhenweg vom Edmund-Probst-Haus zum Prinz-Luitpold-Haus. Der Kleine Seekopf ist touristisch unbedeutend.

## Weblinks

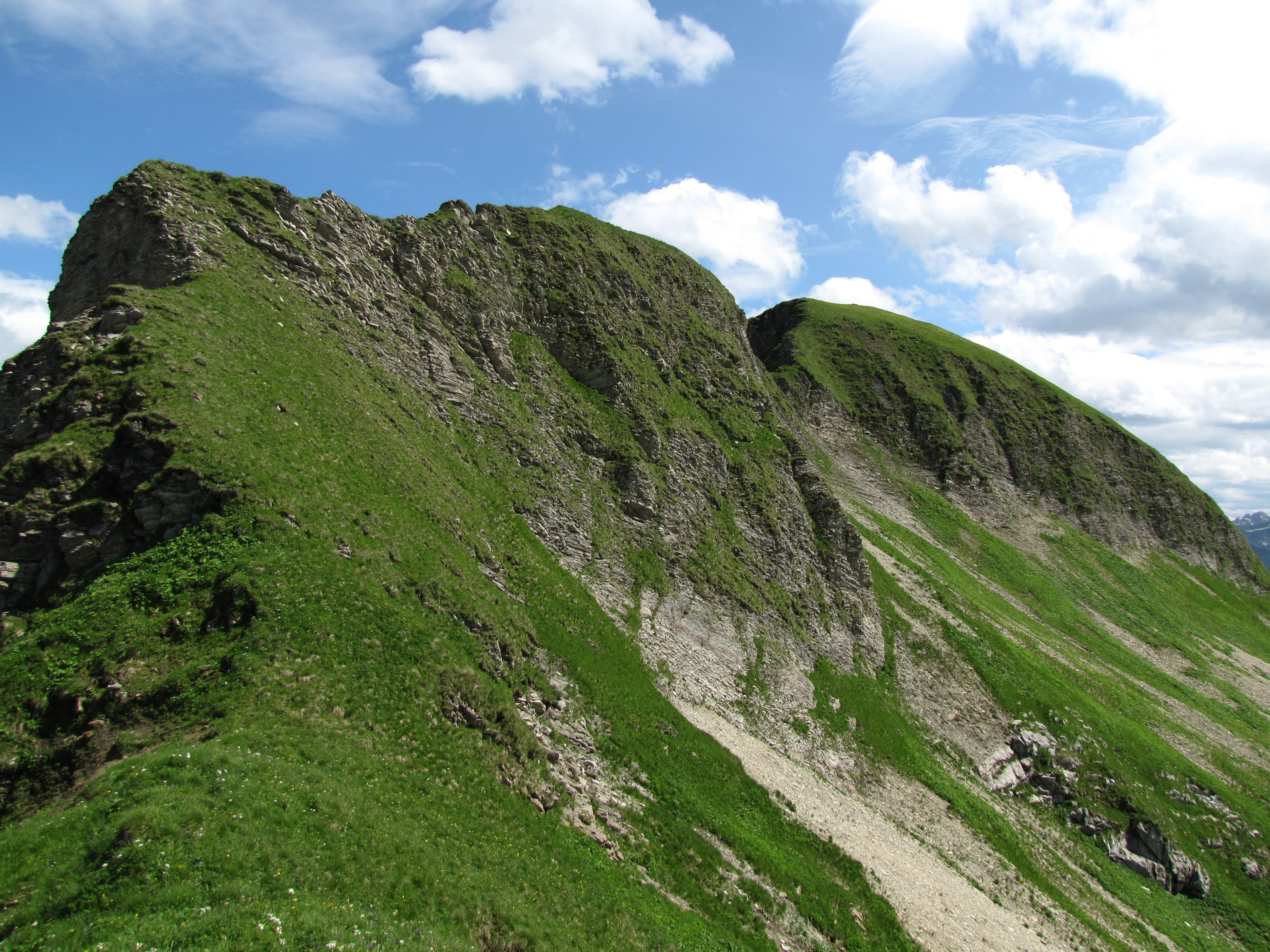
Westflanke